# La recta provincia
La recta provincia: Mitos y leyendas del campo chileno, serie de televisión chilena, transmitida originalmente por Televisión Nacional de Chile en 2007 y dirigida por Raúl Ruiz, de 4 capítulos sobre mitos y leyendas de Chile. Es la primera serie que el director hizo para la televisión chilena, posteriormente realizó la serie Litoral. Toma el nombre del término con que los brujos de Chiloé designaron a la provincia de Chiloé, entre los siglos XVIII y comienzos del XX. Posteriormente, Raúl Ruiz realizó película, que  se exhibió en el Festival de Cine de Roma de 2007.

## Elenco
- Bélgica Castro: Rosalba
- Ignacio Agüero: Paulino
- Hermán Vallejos: El oficial / El cura
- Héctor Aguilar: El Diablo Aliro
- Ángel Parra: El Diablo Chihuín
- Chamila Rodríguez: La viuda / La moza
- Francisco Reyes: El hombre de a caballo
- Sebastián Sepulveda: Huichí
- Pablo Elgueta: Pirichí
- Carolina Cuturrufo: La Quitapensiones
- Macarena Teke: Mala Noche
- Alejandro Sieveking: El folklorista
- Carlos Flores: Barrabás
- Jonathan Labe: Rolando
- Luis Mora: Carcoman
- Javiera Parra: Diabla Belisaría
- Virgilío Rodríguez: Virrey Faramalla / Demócrito
- Ernesto Malbrán: San Germán
- Marío Müller: El lobo
- Andrés Pérez: El ángel guardíán
- José Ubeira: Diablo Guardián
- Lía Maldonado: Virgen María
- Crístían Quezada: El malo
- Karla Matta: La mujer
- José García: Huaso 1
- Elvís Fuentes: Huaso 2
- Andrea Prato: La Hija
- Augusto Góngora: El abuelo
- Antoníeta Landa: La vecina
- Sebastián Layseca: Juan Último
- Pablo Schwarz: Calabera
- Ana Laura Racz: La promotora
- Arturo Rosell: Caminante
- Manuel Silva: Heráclito
- Jorge Aguilar: Díscípulo
- Alejandro Trejo: Celoso
- Daníela Espínoza: Infiel
- Amaro Gómez-Pablo: El novio
- Raúl Bruna: Cristo
- Marcelo Zúñiga y Arturo Rossel: narrador

## Episodios
| 1 | — | Raúl Ruiz | — | 2007 | — |
| La historia es la de una madre (Bélgica Castro) y de su hijo Paulino (Ignacio Agüero). Parte con la aparición de un "penate" que, según dice la mamá, le cuida la casa de ratones, hormigas, etc. Después el hijo se encuentra un hueso agujereado a modo de flauta, el que luego descubren que es un hueso humano. |   |           |   |      |   |
| 2 | — | Raúl Ruiz | — | 2007 | — |
| Continúa la búsqueda y se encuentran con la Virgen, quien dice que para que pueda morir en paz una persona debe llorar y si éste no lo hace el pueblo debe llorar por él. Así, pasó el tiempo y llenaron barriles con lágrimas...                                                                                   |   |           |   |      |   |
| 3 | — | Raúl Ruiz | — | 2007 | — |
| En su travesía, los viajeros encuentran a un hombre moribundo, a quien ayudan. Posteriormente, encuentran a una mujer que dice tener un hijo del hijo de la señora, causando gran conmoción. |   |           |   |      |   |
| 4 | — | Raúl Ruiz | — | 2007 | — |